# هزارفت
هَزارُفت (به یونانی Azarethes و Exarath) فرمانده ساسانیان از خاندان سورن بود.  وی بعد از جنگ خود با ژنرال رومی شرقی بلیساریوس که منجر به پیروزی رومیان شد تمامی نیروهای ایرانی را گردهم آورد و بلیساریوس را نبرد کالینیکوم در ۵۳۱ میلادی شکست داد، اما نتوانست قلعه‌ای تصرف کند.
در ۵۴۴ میلادی در محاصره ادسا توسط خسرو انوشیروان نیز حضور داشت.